# Venom 2: Carnage
Venom 2: Carnage (oryg. Venom: Let There Be Carnage) – amerykański film akcji na podstawie serii komiksów o postaci Venom wydawnictwa Marvel Comics. Za reżyserię odpowiadał Andy Serkis na podstawie scenariusza Kelly Marcel. Tytułową rolę zagrał Tom Hardy, a obok niego w głównych rolach wystąpili: Michelle Williams, Naomie Harris, Reid Scott, Stephen Graham i Woody Harrelson.
Jest on kontynuacją filmu Venom z 2018 roku oraz drugą produkcją należącą do franczyzy Sony’s Marvel Universe. Trzeci film, Venom 3: Ostatni taniec, zapowiedziany został na 2024 rok. Światowa premiera Venom 2: Carnage miała miejsce 14 września 2021 roku w Londynie. W Polsce zadebiutował 15 października tego samego roku.

## Obsada
| Polski dubbing |
| • Otar Saralidze jako Eddie Brock / Venom • Julia Wyszyńska jako Anne Weying • Sylwia Achu jako Frances Barrison / Shriek • Modest Ruciński jako Dan Lewis • Wojciech Kalarus jako Patrick Mulligan • Tomasz Dedek jako Cletus Kasady / Carnage |

- Tom Hardy jako Eddie Brock / Venom, dziennikarz śledczy, który stał się nosicielem pozaziemskiego symbiontu dającego nadludzkie zdolności[5].
- Michelle Williams jako Anne Weying, prokurator okręgowy i była narzeczona Brocka[5].
- Naomie Harris jako Frances Barrison / Shriek, obiekt uczuć Kasady’ego[6][7].
- Reid Scott jako Dan Lewis, lekarz i partner Weying[5].
- Stephen Graham jako Patrick Mulligan, detektyw, który chce wykorzystać Brocka przy szukaniu szczątek ofiar Kasady’ego[7][4].
- Woody Harrelson jako Cletus Kasady / Carnage, seryjny morderca, który staje się nosicielem pozaziemskiego symbiontu[5].

W filmie ponadto wystąpili Peggy Lu jako pani Chen, właścicielka lokalnego sklepu oraz Sean Delaney i Larry Olubamiwo. W rolach cameo, w scenie po napisach, pojawiają się Tom Holland i J.K. Simmons jako Peter Parker / Spider-Man i J. Jonah Jameson, którzy powtarzają swoje role z filmów Filmowego Uniwersum Marvela.

## Produkcja

### Rozwój projektu
Podczas długich prac nad filmem Venom z 2018 roku planowano wprowadzić postać Carnage’a, jako głównego antagonisty. Jednak w czasie przedprodukcji zdecydowano się na nie przedstawianiu tej postaci i skoncentrowaniu się na tytułowym bohaterze. Ostatecznie Cletus Kasady, alter ego Carnage’a, został ukazany tylko w krótkiej scenie po napisach, a rozwinięcie jego wątku zostało zaplanowane na sequel. 
W sierpniu 2018 roku, Tom Hardy poinformował, że podpisał kontrakt na dwa kolejne filmy o Venomie. Pod koniec listopada tego samego roku, Sony wyznaczyło datę premiery dla niezatytułowanego sequelu Marvela na 2 października 2020 roku, która uznana była za datę dla kontynuacji Venoma z 2018 roku. W styczniu 2019 roku Kelly Marcel została zatrudniona do napisania scenariusza do filmu. Poinformowano wtedy również, że Avi Arad, Matt Tolmach i Amy Pascal powrócą jako jego producenci. Sony rozważało ponownie zatrudnienie Rubena Fleischera na stanowisku reżysera, jednak z powodów jego prac nad Zombieland: Kulki w łeb poszukiwano również ewentualnego jego następcy.
Pod koniec lipca 2019 roku studio planowało rozpoczęcie prac w listopadzie tego samego roku i spotkano się z kilkoma kandydatami na stanowisko reżysera, między innymi z Andym Serkisem, Travisem Knightem i Rupertem Wyattem. Na początku sierpnia poinformowano, że stanowisko to objął Serkis. We wrześniu tego samego roku Hutch Parker dołączył do grona producentów. W kwietniu 2020 roku studio zdecydowało się na przesunięcie premiery filmu na czerwiec 2021 roku w związku z pandemią COVID-19 oraz ujawniono pełny tytuł filmu Venom: Let There Be Carnage. W marcu 2021 roku ponownie przesunięto datę premiery filmu na wrzesień tego samego roku, a w sierpniu zdecydowano się o przełożenie jej o kolejny miesiąc.

### Casting
W maju 2018 roku Woody Harrelson został obsadzony w roli cameo jako Cletus Kasady do pierwszej części z intencją większej roli w sequelu. W sierpniu 2018 roku, Tom Hardy poinformował, że podpisał kontrakt na dwa kolejne filmy o Venomie. W styczniu 2019 roku potwierdzono powrót Hardy’ego i Harrelsona oraz Michelle Williams jako Anne Weying. We wrześniu 2019 roku ujawniono, że Reid Scott ponownie wcieli się w Dana Lewisa. W połowie października Naomie Harris dołączyła do obsady jako Shriek. W grudniu tego samego roku poinformowano, że w filmie wystąpi Stephen Graham, a w kwietniu 2020 roku ujawniono, że pojawi się w nim również Sean Delaney.

### Zdjęcia i postprodukcja
Zdjęcia do filmu zaczęły się 15 listopada 2019 roku w Leavesden Studios w Hertfordshire w Wielkiej Brytanii pod roboczym tytułem Fillmore. Za zdjęcia odpowiadał Robert Richardson, scenografią zajął się Oliver Scholl, a kostiumy zaprojektowała Joanna Eatwell. W styczniu 2020 roku zdjęcia miały miejsce w London South Bank University. Zdjęcia w Anglii zakończyły się 8 lutego, a dalsza produkcja filmu przeniosła się do San Francisco na kilka tygodni. Zdjęcia udało się zakończyć mimo pandemii COVID-19.
Montażem zajęli się Maryann Brandon i Stan Salfas. Za efekty specjalne odpowiadali Caimin Bourne i Sheena Duggal.

## Muzyka
W grudniu 2020 roku poinformowano, że Marco Beltrami skomponuje muzykę do filmu. We wrześniu 2021 roku ujawniono, że Eminem napisze utwór do filmu, „Last One Standing” we współpracy ze Skylar Grey, Polo G i Mozzym.

## Wydanie
Światowa premiera filmu Venom 2: Carnage odbyła się 14 września 2021 roku w Londynie jako specjalny pokaz dla fanów. 1 października film zadebiutował dla szerszej publiczności w Stanach Zjednoczonych i Kanadzie. W Polsce i Wielkiej Brytanii film pojawił się 15 października.
Data amerykańskiej premiery filmu była czterokrotnie przesuwna wskutek pandemii COVID-19. Początkowo miała ona mieć miejsce 2 października 2020, później 25 czerwca 2021, a następnie 17 września i 15 października 2021 roku. Po pozytywnym wyniku finansowym filmu Shang-Chi i legenda dziesięciu pierścieni studio zdecydowało się przyspieszyć premierę o dwa tygodnie, na 1 października.

## Odbiór

### Krytyka w mediach
Film spotkał się z mieszaną reakcją krytyków. W serwisie Rotten Tomatoes 60% z 236 recenzji uznano za pozytywne, a średnia ocen wystawionych na ich podstawie wyniosła 5,5 na 10. Na portalu Metacritic średnia ważona ocen z 46 recenzji wyniosła 48 punktów na 100.

## Kontynuacja
W grudniu 2021 roku Amy Pascal poinformowała, że studio pracuje nad trzecią częścią.